# Завоевание Константинополя (Клари)
«Завоевание Константинополя» (фр. La Conquête de Constantinople) — историко-мемуарное произведение французского рыцаря Робера де Клари, написанное в начале XIII века. Рассказывает о Четвёртом крестовом походе, в ходе которого крестоносцы взяли столицу Византии Константинополь, считается важным историческим источником и одним из первых прозаических литературных памятников на старофранцузском языке.

## Оценки
«Завоевание Константинополя» Клари исследователи сопоставляют с произведением Жоффруа де Виллардуэна под тем же названием. Они констатируют, что Клари, по-видимому, не получил глубокого образования: он демонстрирует заметно меньшую осведомлённость в политических и дипломатических делах, уступает Виллардуэну в вопросах, связанных с логической последовательностью и хронологией событий. При этом Клари приводит много подробностей бытового и технического характера, иллюстрирующих военное искусство и повседневную жизнь простых рыцарей. Так, рассказывая о подготовке первого штурма византийской столицы в 1203 году, он подробно описывает осадные устройства из мачт, рей и парусов кораблей, сооружённые изобретательными венецианцами во главе с Энрико Дандоло. Повествуя о подготовке второй осады Константинополя в 1204 году, Клари приводит цены на продовольствие, в котором остро нуждались к тому времени рядовые крестоносцы.
Местами Клари касается тем, которых Виллардуэн старался избегать из политических или этических соображений. Говоря о приготовлениях в 1201 году к походу графа Тибо III Шампанского, он пишет, что тяжело больной к тому времени граф занял для этого крупную сумму в 50 000 ливров, большую часть из которых ссудила местная еврейская община. Описывая осаду крестоносцами Зары (1202), Клари сообщает, что предусмотрительные полководцы скрыли свои планы экспедиции против христианского города от рядовых крестоносцев.
Язык хроники Клари довольно беден и отличается разнообразием лишь там, где он касается близких ему военных тем. Вместе с тем его бесхитростные описания выгодно отличаются своей достоверностью от изысканных пассажей Виллардуэна, не чуждого классической литературе и куртуазной культуре представителя высшей знати. Неточный в хронологии, далёкий как от дипломатических тонкостей и придворных интриг, так и от религиозной экзальтации, Клари ставит своей целью не столько оправдание деяний своих соратников-крестоносцев, сколько прославление воинских подвигов рыцарского сословия.
Исследователи уверены, что Клари был знаком с распространявшимся в устной форме героическим эпосом, особенно с Chanson de geste, так как само его сочинение, бесхитростное по стилю, но субъективно добросовестное, местами напоминает рыцарский роман. Там, где автор проявляет явное незнание фактов, к примеру, по истории Византийской монархии накануне похода, он смело заменяет их художественным вымыслом, демонстрируя недюжинную фантазию. Так, описывая императорский дворец Вуколеон, Клари сообщает, будто в нём более тридцати молелен и «пятьсот залов, соединенных между собою и отделанных золотой мозаикой». Вместе с тем, священные реликвии, которые он увидел в императорской часовне, практически идентичны тем, что упоминает в своей книге русский паломник-новгородец Добрыня Ядрейкович. Учёные насчитывают в сочинении Клари как минимум 95 диалогов действующих лиц и исторических персонажей, причём практически все они вымышлены.

## История текста
Согласно одной из гипотез, Клари был настолько малограмотным, что не записывал свою хронику, а диктовал её. В её пользу свидетельствуют нередко встречающиеся в его повествовании логические разрывы и бессвязные переходы, речевые обороты со словами «слышать» (фр. oir) и «говорить» (фр. dir, parler). Возможно, история Клари записывалась с его слов неким образованным клириком, а после тщательно выверялась им самим.
Оригинальная рукопись «Завоевания Константинополя» не сохранилась, и единственный дошедший до нас манускрипт из Королевской библиотеки Дании в Копенгагене (MS Bibl. roy. 487) был переписан в XIII веке в аббатстве Корби, куда его автор сделал богатые пожертвования. Текст изначально не имел строгой структуры и был впервые разделён на 120 глав французским историком Филиппом Лоэром, выпустившим в 1924 году в Париже первое академическое издание.